# NGC 4622

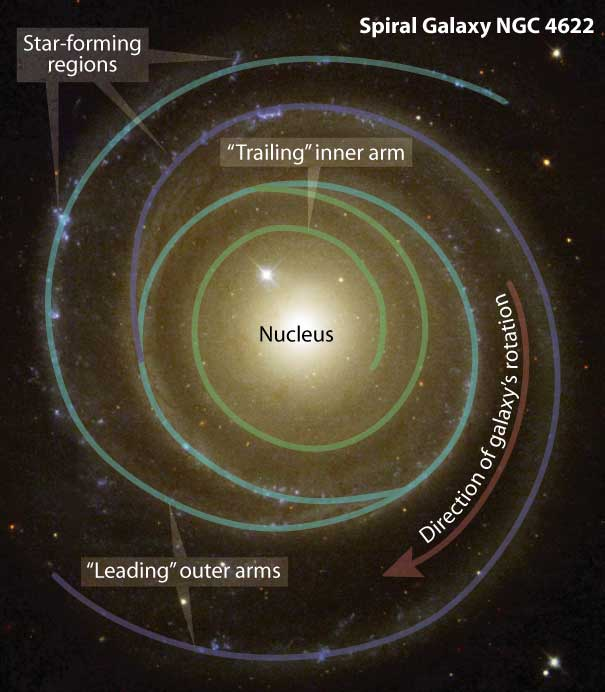
NGC 4622螺旋結構說明。

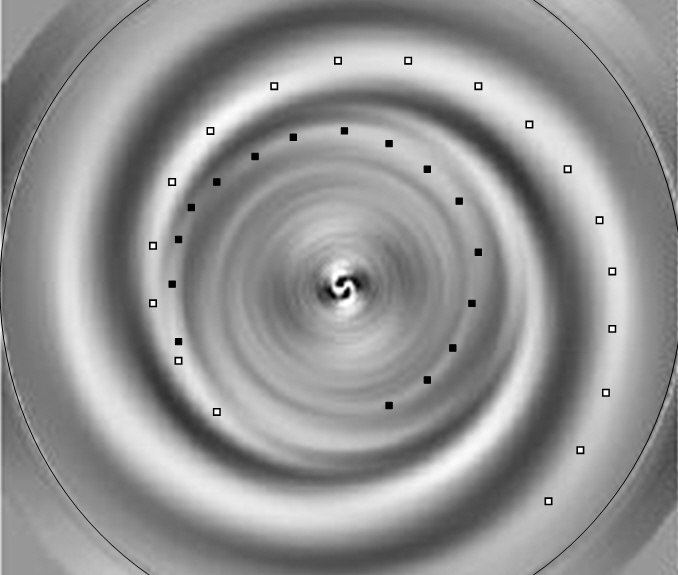
NGC 4622螺旋臂對模擬，以傅里叶变换表示。

NGC 4622是一個位於半人馬座，旋轉盤面正對地球的螺旋星系。

## 螺旋結構
NGC4622，又被稱為 Backward galaxy，是距離地球1.11億光年的星系。NGC 4622是擁有反向螺旋臂的一個星系例子。在螺旋星系中，螺旋臂被認為是從星系中心順著星系盤面旋轉方向向外蜿蜒拖曳；但NGC 4622的外圍螺旋臂則和盤面旋轉方向相反。這可能是因為NGC 4622曾經和其他星系有過重力交互作用，甚至是曾經併吞較小的星系 。
NGC 4622內部也有一個沿著星系旋轉方向拖曳的螺旋臂。雖然內部螺旋臂起初被假設和旋轉方向相反，觀測的結果顯示內部螺旋臂和外部的方向相反。
這些觀測結果受到一些質疑，因為這和傳統的概念相違背，甚至被形容為「發現反向旋轉星系的是思想違反常理的天文學家」。事實上，一對螺旋臂反向旋轉的結果可能不容易被接受。在天文學上，一種解釋是因為塵埃造成的紅化和氣體雲輪廓讓觀測上外螺旋臂方向相反。該星系盤面和垂直於地球視線方向夾角只有19°，讓星系內近處和遠處的塵埃難以判定，並且塵埃雲團可能集中在盤面的一側，而造成誤解。
對此，「違反常理的天文學家」使用和之前研究完全不同的方式判定NGC 4622的螺旋臂方向。新式的傅立葉分量法實際上是藉由小角度傾斜輔助進行分析，並且不考慮紅化和雲氣輪廓的影響。傅立葉分量法分析結果顯示，在盤面內新發現兩個表面光芒較暗的螺旋臂，並且旋轉方向和外層較亮的一對順時針旋轉螺旋臂相反。因此，在大多數螺旋星系中必須有一對螺旋臂的方向和盤面旋轉方向相反。天文學家使用恆星形成的顏色－年齡角度序列進行傅立葉分量分析的結果顯示，明顯的一對外螺旋臂方向和盤面旋轉方向相反。
與旋轉方向相反的螺旋臂存在可能對許多天文學家是相當難以接受的，不過兩個獨立的研究方式現在指出，NGC4622的螺旋臂模式確實相當不尋常，而外側螺旋臂向外纏繞方向和星系盤面旋轉方向相同。
傅立葉分量法的結果如最下方影像，其中可見一對以黑點顯示的新發現逆時針旋轉螺旋臂，而已知的順時針螺旋臂則以白點表示。

## 外部連結
- Hubble Heritage site: Pictures and description
- SKY-MAP.ORG : NGC 4622（页面存档备份，存于）